# Sparganium emersum
Sparganium emersum es una planta de la familia de las esparganiáceas.

## Descripción
Planta perenne, erecta o flotante de hasta 60 cm de altura, con inflorescencia simple o ramosa, con 3 a 10 cabezuelas globulares masculinas distantes, y 3-6 cabezuelas globulares femeninas debajo, las inferiores a menudo con cabillo. Hojas de sección triangular, lineales. Segmentos periánticos delgados, marrón claro. Semilla lisa. Florece desde finales de primavera y durante el verano.

## Hábitat
Aguas someras, estanques lagos.

## Distribución
Gran parte de Europa, excepto en Islandia, Grecia y Turquía.